# Internationales Übereinkommen zur Verhütung der Meeresverschmutzung durch Schiffe

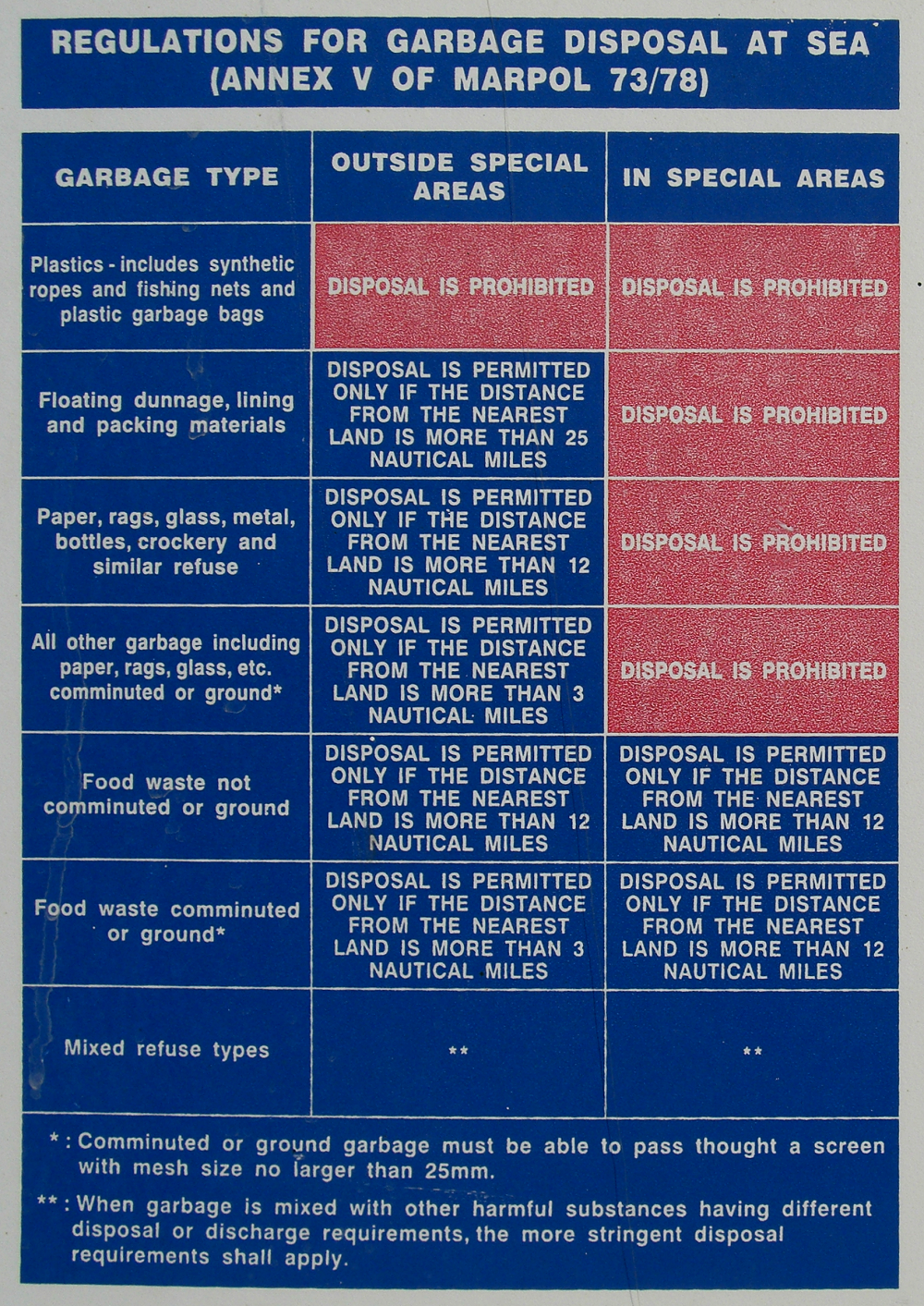
Aushang an Bord

Das Internationale Übereinkommen von 1973 zur Verhütung der Meeresverschmutzung durch Schiffe (englisch International Convention for the Prevention of Marine Pollution from Ships, 1973, auch MARPOL 73/78 (von marine pollution)) ist in seiner 1978 geänderten Fassung ein weltweit gültiges Umweltabkommen. Die Aufgaben des Sekretariats nimmt die International Maritime Organization (IMO) wahr. Das Marine Environment Protection Committee (MEPC) der IMO fungiert als Vertragsstaatenkonferenz, die Modifikationen und Ergänzungen des Vertragswerkes beschließen kann. Gemeinsam mit der Safety of Life at Sea (SOLAS)-Konvention von 1974 bildet die MARPOL-Konvention die rechtliche Basis für den Umweltschutz in der Seeschifffahrt und damit die Basis der weltweiten Anstrengungen zur Minimierung der Verschmutzung der Meeresumwelt.
Der Text der Konvention bzw. des Protokolls an sich regelt nur die generellen Rahmenbedingungen. Die praktisch relevanten Festsetzungen werden in den Anlagen getroffen. Bis auf die Anlagen I und II müssen die Anlagen separat ratifiziert werden, d. h. ihre Regeln gelten nur für die Vertragsstaaten, die der völkerrechtlichen Bindung explizit zugestimmt haben.

## Entstehung
1954 war zur Begrenzung der Ölverschmutzungen von Küsten das OILPOL-Abkommen geschlossen worden. Es zielte im Wesentlichen auf Öltanker ab und untersagte das damals übliche Überbordpumpen des Waschwassers der Tanks näher als 50 Seemeilen zur Küste. 1962 waren die Verbotszonen erweitert und 1969 das Load-on-top-Verfahren vorgeschrieben worden, das die Entmischung des Waschwassers während der Leerfahrt in Slop-Tanks und bei der Wiederbeladung das Zurückpumpen des aufgeschwommenen Öls in die Ladungstanks vorsah. Noch 1971 wurde ein weiteres Zusatzabkommen geschlossen, das die Größe einzelner Tanks begrenzte. Inzwischen hatte die Katastrophe der Torrey Canyon 1967 den Weg zu einem umfassenderen Abkommen geebnet, das sich nicht mehr auf Bekämpfung der Ölverschmutzung beschränkt. 1973 wurde im Rahmen der IMO die MARPOL-Konvention geschlossen, die 1978 noch vor Inkrafttreten durch das Zusatzprotokoll MARPOL 78 ergänzt wurde. Heutzutage wird das Vertragswerk in der Fachliteratur deshalb häufig als „MARPOL 73/78“ bezeichnet. Seine Anlage I schrieb OILPOL fort und erweiterte es nochmals erheblich, die Anlagen II bis VI machten es zu einem Vertrag, der jede Art von Meeresverschmutzung bekämpfen soll. Am 2. Oktober 1983 trat der Vertrag in Kraft.
Schätzungsweise 600.000 Tonnen Öl werden dennoch jährlich durch den normalen Schiffsbetrieb, infolge von Unfällen und illegaler Entsorgung, ins Meer eingeleitet. 250.000 Tonnen davon sind Öl-Wasser-Gemische und Brennstoffrückstände (Sludge) aus dem Schiffsmaschinenbereich.

## Inhalt
Das Internationale Übereinkommen zur Verhütung der Meeresverschmutzung durch Schiffe in der Fassung des Protokolls von 1978 mit weltweitem Geltungsbereich wurde am 2. November 1973 abgeschlossen. Das Übereinkommen selbst enthält in nur zwanzig Artikeln Grundsätzliches über die Verpflichtung der Unterzeichnerstaaten, um das schiffsbetriebsbedingte Einleiten von Schadstoffen zu verhüten.
Die Einzelheiten sind in zwei Protokollen und sechs umfangreichen Anlagen geregelt. Protokoll I betrifft das Verfahren i. S. v. Art. 8 des Übereinkommens, nach dem Ereignisse, bei dem Schadstoffe in das Meer gelangt sind, gemeldet werden müssen; Protokoll II führt das in Art. 10 angesprochene Schiedsverfahren für Streitigkeiten zwischen Vertragsparteien aus. Erst in den sechs Anlagen werden die Schadstoffe, die im Übereinkommen selbst nur allgemein definiert werden, näher bezeichnet.
Nach den Anlagen ist die Schiffsbesatzung u. a. verpflichtet, über den Verbleib von Ölrückständen aus Maschinenraum und Ladetanks ein Öltagebuch (Anlage I), über den Verbleib geladener Chemikalien in flüssiger Form ein Ladungstagebuch (Anlage II) und über den Verbleib von Schiffsmüll ein Mülltagebuch zu führen (Anlage V). (Näheres dazu folgt im Abschnitt 4)
Der Text der Konvention bzw. des Protokolls an sich regelt nur die generellen Rahmenbedingungen. Die praktisch relevanten Festsetzungen werden in den Anlagen getroffen. Bis auf die Anlagen I und II müssen die Anlagen separat ratifiziert werden, d. h. ihre Regeln gelten nur für die Vertragsstaaten, die der völkerrechtlichen Bindung explizit zugestimmt haben. Neben ölhaltigen Rückständen werden auch andere Schadstoffe und Abfälle in die Meere eingeleitet, was zur Folge hatte, dass dem MARPOL-Übereinkommen weitere Anlagen hinzugefügt wurden.
Die Anlagen I, II und V erlauben die Ausweisung so genannter Sondergebiete (special areas), in denen strengere Schutzvorschriften für das Einleiten von Öl bzw. Chemikalien sowie für das Absondern von Müll gelten. Die Sondergebiete werden vom MEPC per Vertragsergänzung ausgewiesen.
In Marpol Anlage V, Regel 5,1 sind die Sondergebiete genau bezeichnet:
Als Sondergebiete gelten das Mittelmeer, das Gebiet der Ostsee, das Gebiet der Nordsee, das Gebiet des schwarzen Meeres, das Gebiet des Roten Meeres, das Gebiet der Golfe, das Gebiet der Antarktis (südlich von 60° Süd) und die Region der Karibik, einschließlich des Golfs von Mexiko und des karibischen Meeres (Stand Feb. 2003).
Die Buchstaben a-h der Regel 5,1 der Anlage V definieren dann den Umfang der Sondergebiete durch die Angabe der genauen geographischen Koordinaten und/oder Landmarken exakt.

## Durchsetzung

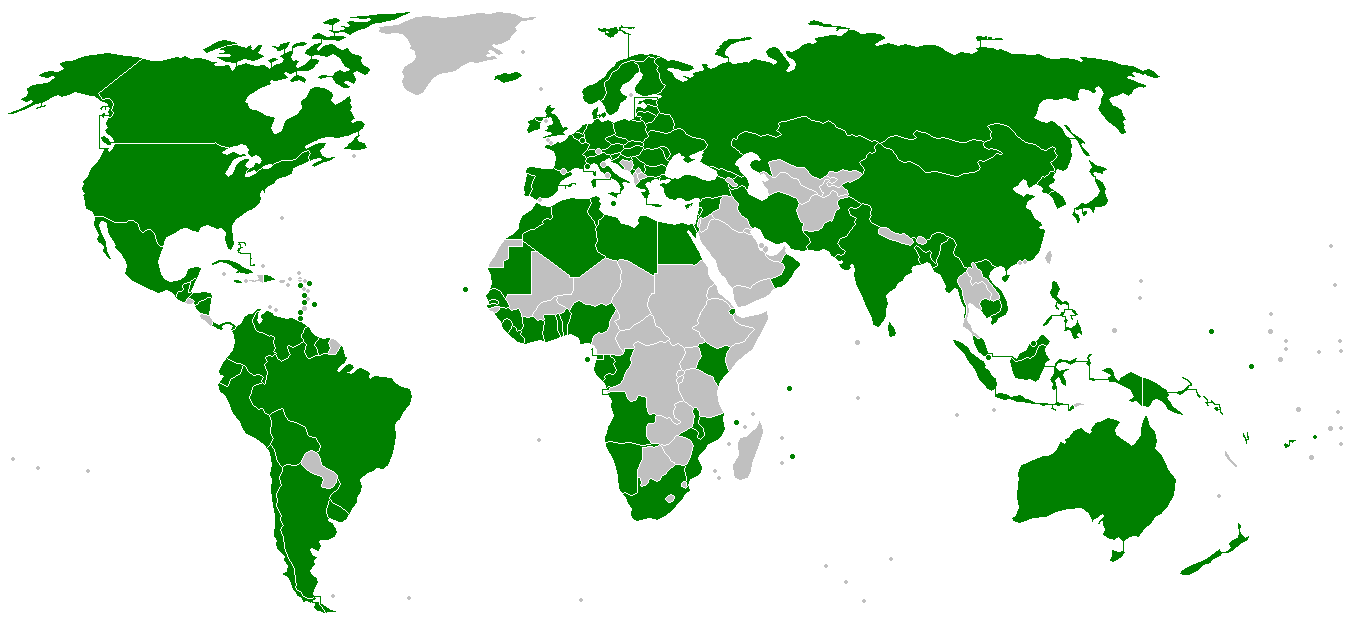
Vertrag in Kraft
Vertrag nicht unterzeichnet

Grundsätzlich werden die MARPOL-Regeln von den Flaggenstaaten durchgesetzt, d. h. die Einhaltung wird auch auf Schiffen überwacht, die möglicherweise nie einen Hafen ihres Flaggenstaates anlaufen (denn die Flagge, die entsprechend dem Schiffszertifikat geführt wird, sagt noch nichts über Nationalität von Eigentümer und Reeder bzw. über die Fahrrouten des Schiffs allgemein aus).
Obwohl diese Praxis jahrhundertealten Seerechts-Prinzipien folgt, wirft sie enorme Probleme auf, da nicht alle Staaten eine wirklich effiziente Überprüfung der geltenden Standards gewährleisten können (oder wollen – sog. Flags of Convenience oder „offene Register“). Als Reaktion darauf hat sich das Prinzip der Hafenstaatenkontrolle herausgebildet. Danach dürfen Behörden eines Staates, dessen Hafen ein Schiff (freiwillig!) angelaufen hat, u. a. die Einhaltung bestimmter MARPOL-Regeln kontrollieren und eventuelle Defizite – nach einem komplexen System – sanktionieren. Dieser Mechanismus hat auch im Seerechtsübereinkommen (SRÜ) der Vereinten Nationen seinen Niederschlag gefunden (insb. Artikel 211 Absatz 3). Verletzungen von MARPOL-Einleitungsverboten dürfen von Hafenstaaten auch dann geahndet werden, wenn sie auf der Hohen See (weiter als 200 Seemeilen vom Land entfernt) begangen wurden.
Ein Schiff, dessen Flaggenstaat MARPOL nicht ratifiziert hat, kann sich auf diese Nicht-Ratifizierung nicht berufen: MARPOL hat – zumindest was die Anlagen I und II angeht – als Teil der „international anerkannten Regeln und Standards“ im Sinne des SRÜ (vgl. Artikel 211 Absatz 5) universelle Geltung erlangt, d. h. es muss von allen Schiffen auf der gesamten Welt eingehalten werden.
In Deutschland wird die Ahndung von Verstößen gegen das MARPOL-Übereinkommen durch die See-Umweltverhaltensverordnung (SeeUmwVerhV) festgelegt.

## Anlagen
Die bislang sechs angenommenen Anlagen regeln folgende Teilbereiche:

### Anlage I
Anlage I enthält Regeln zur Verhütung der Verschmutzung durch Öle und besteht aus drei Kapitel und drei Anhängen:
- Kap. 1 Allgemeines: Enthält Regeln über Begriffsbestimmungen, Anwendung, Besichtigung und Überprüfung, Ausstellen von Zeugnissen.
- Kap. 2 Vorschriften der Verhütung der Verschmutzung durch den Schiffsbetrieb: enthält Regeln zur Überwachung des Einleitens von Öl ins Meer und die Festlegung von Sondergebieten, Einrichtung für Auffanganlagen von ölhaltigen Rückständen in Häfen, Ausrüstung und Betrieb von Tanker mit getrennten Öl- und Ballastwassertanks, Überwachungs- und Kontrolleinrichtungen zur Verhinderung von Ölverschmutzung.
- Kap. 3 Vorschriften zur Verringerung der Ölverschmutzung durch Öltankschiffe infolge von Beschädigungen der Schiffsseiten und des Schiffsbodens auf ein Mindestmaß: Enthält Regeln über den Bau von Öltankschiffen z. B. Zwei-Hüllen-Tanker
- Anhänge: Liste der Öle, internationales Zeugnis über die Verhütung der Ölverschmutzung, Muster eines Öltagebuches

### Anlage I – neu
In der 52. Sitzung des MEPC vom 11. – 15. Oktober 2004 wurde eine überarbeitete Version der Anlage I und II vorgelegt und angenommen. Es wurde erwartet, dass die „neuen Anlagen“ am 1. Januar 2007 in Kraft treten.
In der neuen Anlage I sind alle Änderungen und Neufassungen eingearbeitet worden, die seit Inkrafttreten des MARPOL – Übereinkommens 1983 angenommen wurden. Ebenso wurden die Regeln 13 G (Regel 20 neu) und 13 H (Regel 21 neu) im neuen Werk bereits berücksichtigt, die die Ausphasung der Einhüllen-Tanker reglementiert.
Neue Regelungen sind hinzugekommen. So gibt es zum Beispiel Regeln, die für Tankschiffe einen Doppelboden für den Pumpraum fordern (Regel 22 neu) sowie Regeln für bauliche Maßnahmen, die den Ladetank von Tankern bei Strandungen oder Kollisionen schützen sollen (Regel 23 neu).
Die Revision der Anlage I verspricht eine anwenderfreundlichere, einfachere Anlage zu werden. Außerdem sind verwaiste Regelungen (abgelaufene Übergangsfristen) herausgelöst worden.
In der Anfangszeit soll eine so genannte cross-reference list dabei behilflich sein, zwischen den „alten“ und den „neuen“ Regeln unterscheiden zu können.

### Anlage II
Anlage II betrifft die Verschmutzung durch schädliche flüssige Stoffe, die als Massengut befördert werden (Chemikalien in Tankern, pollution from noxious liquid substances in bulk).

### Anlage II – neu
Wie auch die Anlage I zu MARPOL wurde die Anlage II zum 1. Januar 2007 geändert. Die Liste der im Seetransport erlaubten Stoffe wurde überarbeitet: Einige Stoffe, für die keine ausreichenden Ökotoxdaten vorliegen, dürfen ab 1. Januar 2007 nicht mehr transportiert werden.
Die Klassifizierung flüssiger Massengüter der bisher vier Verschmutzungsgruppen (A, B, C und D) und drei Schiffstypen wurde grundlegend überarbeitet. Danach werden die Produkte zukünftig nur noch in drei Einleitungskriterien X, Y und Z eingestuft werden. Tier- und Pflanzenöle sowie Mineralölwachse dürfen dann grundsätzlich nur noch in Doppelhüllentankern befördert werden. Paraffine, die in der Vergangenheit häufig durch Tankwaschungen zu Verunreinigungen an den Stränden führten, werden nach den neuen Vorschriften für die Einstufung flüssiger Massengüter unter die Anlage II zum MARPOL-Übereinkommen fallen.

### Anlage III
Anlage III betrifft Schadstoffe, die in verpackter Form befördert werden, z. B. gefährliche Güter in Containern (harmful substances carried by sea in packaged form).
Die Regelungen gelten für alle Schiffe, die für die Beförderung schädlicher flüssiger Stoffe als Massengut zugelassen sind (Chemikalientanker).

### Anlage IV
In Sondergebieten darf das Abwasser keine Verfärbung im Wasser hervorrufen oder Schwimmkörper beinhalten. Mechanisch behandeltes und desinfiziertes Abwasser darf ab 3 sm Entfernung von der Küste in das Wasser geleitet werden, unbehandeltes Wasser erst ab 12 sm.
Die Anwendung ist für Schiffe, die BRZ größer 400 sind oder BRZ kleiner 400, die für eine Beförderung von mehr als 15 Personen zugelassen sind (Anm.: Der Ausdruck „Person“ bezeichnet Besatzungsmitglieder und Fahrgäste).

### Anlage V
Anlage V mit den Änderungen zum 1. Januar 2013 dient der Verhütung der Verschmutzung durch Schiffsmüll.
Sondergebiete sind Ost- und Nordsee, Mittelmeer und Karibik. Sofern ein Einleiten erlaubt ist, muss das Schiff in Fahrt sein.
Unbehandelte Lebensmittelabfälle dürfen außerhalb von Sondergebieten ab 12 sm in das Meer eingeleitet werden. Werden diese zerkleinert oder zermahlen, dürfen sie in Sondergebieten ab 12 sm, außerhalb von Sondergebieten ab 3 sm eingeleitet werden.
Sofern die folgenden Stoffe nicht schädlich für die Meeresumwelt eingestuft sind, ist deren Einleitung erlaubt:
- Reinigungsmittel im Waschwasser aus Laderäumen, Deck und Aufbautenbereichen, in Sondergebieten für Laderäume erst ab 12 sm.
- Ladungsrückstände, die sich im oder nicht im Waschwasser befinden, ab 12 sm; in Sondergebieten ist das Einleiten von nicht im Waschwasser befindlichen Ladungsrückständen untersagt.

Tierkörper (so zerteilt, dass sie unmittelbar sinken) dürfen außerhalb von 100 sm entsorgt werden (innerhalb von Sondergebieten verboten).
Sonstiger Müll, einschließlich Kunststoffen, synthetischer Seile, Fanggerät, Kunststoffmülltüten, Asche aus Verbrennungsanlagen, Schlacke, Speiseöl, treibendes Stauholz, Verkleidungs- und Verpackungsmaterial, Papier, Lumpen, Glas, Metall, Flaschen, Steingut und ähnliche Abfälle dürfen nicht ins Meer eingeleitet werden.

### Anlage VI
Anlage VI (grundsätzlich angenommen 1997; in Kraft seit 19. Mai 2005) soll der Luftverschmutzung durch Schiffe begegnen. Diese Anlage hat einige grundsätzliche Neuerungen eingeführt, weil sie nicht primär dem Schutz des Wassers, sondern der Luft gilt. Außerdem sollen bei ihrer Anwendung die Auswirkungen auf den terrestrischen Bereich mit berücksichtigt werden. Anlage VI enthält u. a. besondere Regelungen für so genannte “SOx emission control areas” (SECAs). Derzeit sind u. a. die Ostsee (seit Mai 2006), die Nordsee und der Ärmelkanal (seit November 2007) ein solches Schutzgebiet, in dem strengere Grenzwerte für den Schwefelgehalt des Schiffsbrennstoffes gelten bzw. Schiffe mit einem speziellen Filtersystem ausgerüstet sein müssen, um den Schwefelgehalt der Abgase zu reduzieren.
Die neue Anlage VI schließt zudem wesentliche Lücken zu den bereits vorhandenen Anlagen des MARPOL-Übereinkommens. Dies beinhaltet unter anderem eine Qualitätskontrolle des Kraftstoffes sowie die Vorschrift zur Verwendung geeigneter Verbrennungsanlagen für nicht verwertbare Ölrückstände (Sludge) und Müll mit ein. Des Weiteren enthält die Anlage Vorschriften für den Umgang mit ozonschädigenden Verbindungen aus Klima-, Kühl- und Feuerlöschanlagen sowie leicht flüchtige Kohlenwasserstoffe (englische Bezeichnung: volatile organic compounds – VOC) insbesondere beim Betrieb von Tankschiffen.
Mit der Erweiterung der Anlage VI um ein 4. Kapitel im Jahr 2011 soll die Energieeffizienz auf Schiffen gesteigert werden, um Emissionen von Treibhausgasen zu senken. Das neue Kapitel sollte am 1. Januar 2013 in Kraft treten. Umstritten ist bislang, inwieweit auf Grundlage dieser Anlage Grenzwerte für Treibhausgas-Emissionen von Schiffen erarbeitet werden können. Diesbezüglich hat sich in der IMO bislang kein Konsens herausgebildet.